# Zalavje
Zalavje (ukrajinsky Залав'є) je vesnice v Ternopilském rajónu Ternopilské oblasti na Ukrajině. Leží několik kilometrů jižně od města Terebovlja a sousedí s vesnicí Pidhajčyky, která se nachází na protějším břehu řeky Seret. Stejně jako Terebovlja se i Zalavje nachází v oblasti historické Haliče.

## Dějiny
První písemná zmínka o obci pochází z roku 1423, kdy bylo spojeno několik menších vesnic a byla založena vesnice Zalavje. To bylo v době, kdy do této oblasti přicházelo velké množství přistěhovalců - Poláků, Židů a Arménů. V této době (1349 – 1672) bylo již celé území součástí jagellonského Polska a spolu s ním se obec později včlenila i do Republiky obou národů. Administrativně spadala od r. 1434 pod Vévodství ruské, jistou dobu ale i pod Podolské vévodství. Prakticky již od svého vzniku bylo Zalavje opakovaně vystaveno útokům Turků a Tatarů, neboť se zde nacházel významný brod přes řeku Seret a vedla tudy významná cesta z Kyjeva do Lvova. Často tak byla ves úplně zničena, což se kupříkladu stalo v letech 1453, 1467 a 1649 během bitvy u Zborova. V roce 1675 vesnici zpustošili janičáři.
V letech 1672 - 1699 bylo Zalavje součástí Osmanské říše, poté se znovu stalo součástí Republiky obou národů, kde setrvalo až do roku 1772, když během prvního dělení Polska připadlo Habsburské monarchii. V rámci Rakouska patřilo do Haliče. V 19. století vlastnil celé území hraběcí rod Kozibrodských. Po 1. světové válce se stalo součástí Druhé Polské republiky, po 2. světové válce Ukrajinské SSR v rámci SSSR a v roce 1991 nezávislé Ukrajiny.

## Obyvatelstvo
Obyvatelé jsou převážně Ukrajinci (téměř 98% obyvatelstva uvádí jako svůj mateřský jazyk ukrajinštinu, přesněji Hornodněsterský dialekt) a hlásí se především k Ukrajinské řeckokatolické církvi, tedy církvi sice východního ritu, ale která uznává papeže jako hlavu své církve.
Nejčastější příjmení: Атаманюк, Баламутів, Бей, Бойко, Брездень, Василишин, Галак, Галась, Гачкевич, Герман, Гуцула, Гумницький, Деркач, Джавала, Клиновський, Кляпітура, Когут, Крупський, Кубішин, Летняк, Лялька, Магрита, Маковський, Марцінів, Миколяса, Михальський, Музичин, Наболотний, Палідвор, Пастух, Перхалюк, Роговський, Сірота, Скоморовський, Стигар, Суржишин, Сюрпіта, Туркул, Фриз, Шиманський, Шкоропад, Шугин, Якимів.

## Památky v obci

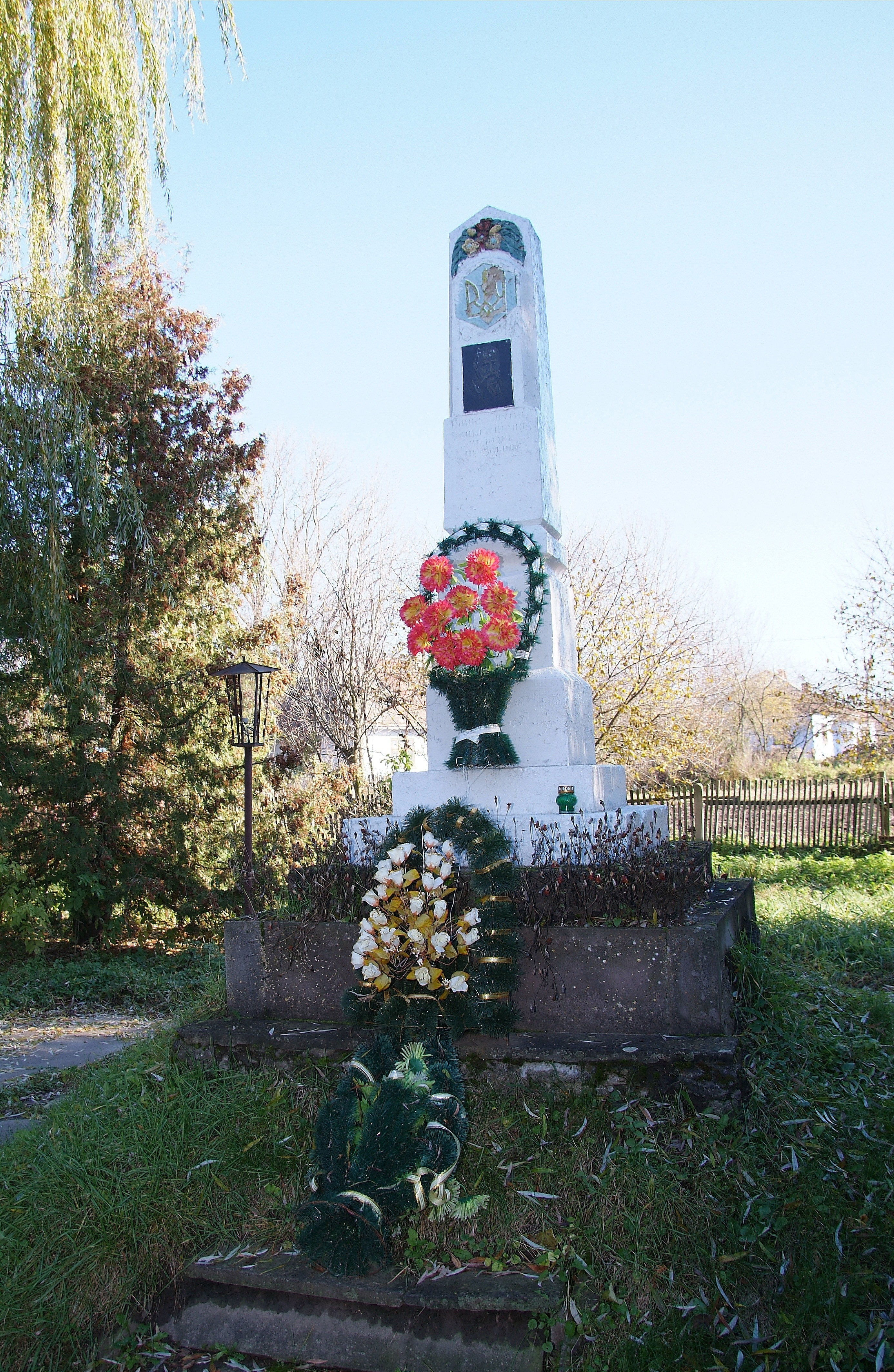
Pomník Tarase Ševčenka

- pamětní kříž na počest zrušení nevolnictví z roku 1848
- socha Panny Marie z roku 1879
- kostel Nejsvětější Trojice z roku 1903
- Pomník Tarase Ševčenka (1914, první v kraji)

## Významné památky v blízkém okolí
- Podhorecký zámek, postavený v l. 1630 - 1640 významným fr. architektem, inženýrem a kartografem Guillaumem le Vasseur de Beauplan (1595 - 1685). Beauplan díky své specializaci (architekt pevností ve službách pol. krále) procestoval velkou část Ukrajiny a jemu vděčíme za první ucelený popis a první kartografické mapy Ukrajiny z r. 1649.
- Podhořanský klášter baziliánských mnichů
- Brodský zámek, postavený v l. 1630 - 1635 it. architektem Andreou del Aqua, a to podle plánů fr. architekta Beauplana (viz Podhorecký zámek)